# Koleto etxea
 La casa Koleto  es una casa del siglo XVIII en el municipio de Otsagabia en la provincia de Salazar. Es una casa del siglo XIX. Construido en 1786, fue adquirido por el Ayuntamiento para crear el museo etnográfico de la localidad. La mayoría de los muebles y decoraciones del interior datan de la década de 1920. También dispone de una cocina tradicional pirenaica con gran chimenea, una de las pocas de este tipo. 

## Edificio
Durante la guerra de la Convención, el 17 de octubre de 1794, los franceses quemaron la ciudad de Otsagabia y quemaron 182 casas. Por lo tanto, en Otsagabia a finales del siglo XIX o principios del XX Las casas son predominantemente del siglo XVIII y XIX. Existe cierta discrepancia en lo que se refiere a la datación de la construcción original de la casa Koleto, ya que otra fuente se encuentra en 1718 y otra en 1786. La Casa Koleto es uno de los pocos ejemplos de las numerosas casas solariegas de la localidad, con fachada de piedra y cubierta de arquitectura popular a cuatro aguas, que aún se conserva en su estado original; se trata de un modelo de la antigua casa pirenaica, donde uno de los elementos más distintivos es la cocina y la chimenea tradicionales, de las que muy pocas se conservan en Navarra.

El Ayuntamiento de Otsagabi compró este edificio durante la pandemia, tan pronto como los propietarios lo pusieron a la venta. Sabíamos que si el ayuntamiento no la compraba, alguien la compraría para convertirla en un hotel. Queríamos comprarla para mostrar cómo eran las casas de nuestro pueblo en el pasado; es un tesoro, y queremos mostrarlo. También queremos convertir la casa Koleto en un lugar para albergar eventos culturales. 
El municipio de Otsagabi había estado trabajando para lograr este objetivo durante varios años. Trabajó en el proyecto Koleto etxea con 20 voluntarios. El proyecto se materializó a través de un proceso participativo, convirtiéndose en una muestra de la vida antigua. Además, el patio local se transformará en un espacio cultural. 